# Francisco Moreno Galván
Francisco Moreno Galván (La Puebla de Cazalla, 1 de enero de 1925 - 21 de junio de 1999), fue un pintor y poeta español.
Entre 1941 y 1946 cursó estudios de Bellas Artes en Sevilla. Artista muy arraigado en su localidad natal, Moreno Galván también residió en Madrid entre 1951 y 1977, relacionándose con el mundo cultural de la capital española de este periodo. Pintores como Carlos Lara, José Vento o Mampaso, y escritores e intelectuales como Fernando Quiñones, Antonio Gala, Caballero Bonald, Mingote, Sánchez Dragó, etc.
A su regreso a La Puebla de Cazalla, fue elegido concejal por el Partido Comunista de Andalucía (PCA), desarrollando una importante labor de remodelación urbanística de su localidad.

## Pintor y poeta
Dentro de su faceta de pintor, recibió una beca de la Diputación Provincial de Sevilla, y realizó su primera exposición en la capital andaluza en 1949. Durante la década de 1950 participó en diversas bienales de arte en Madrid, en La Habana y en Alejandría. Su obra pictórica es variopinta, trabajando en multitud de ocasiones por encargo para elaborar carteles de eventos, portadas de libros e incluso realizó varias pinturas para la productora norteamericana de Samuel Bronston para películas como Rey de Reyes o El Cid. El legado pictórico de Moreno Galván se encuentra repartido por una diversidad de colecciones privadas en Europa y América.
Moreno Galván combinó su afición por la pintura con la composición poética, especialmente centrada en la composición de letras para el cante flamenco. Destaca sobre todo por haber creado numerosas letras para cantes flamencos, sobre todo en palos donde existía poca variedad, y que por ese motivo se encontraban constreñidos a letras tradicionales. Francisco compuso letras para Garrotín, Peteneras, Marianas o Farrucas, entre otros palos.
Moreno Galván es más conocido por haber puesto letra a muchos de los cantes de José Menese durante la década de 1970. En estas letras se deslizaban duras críticas sociales en las que se denunciaba el atraso endémico que sufrían tanto Andalucía como el resto de España. También criticó en estas letras a las clases sociales más favorecidas por este estado de cosas y responsables del mismo: la nobleza rural y la alta burguesía, así como a los extremistas de derechas y sus abusos. Estas letras le costaron en ocasiones la censura por parte de las autoridades franquistas, aunque por regla general, la sutileza de sus composiciones conseguía que éstas pasaran el filtro de la censura sin perder la fuerza de su denuncia.